# Börje Skoglund
Börje Halvarson Skoglund, född den 31 januari 1911 i Norrköping, död den 15 augusti 1972 i Vänersborg, var en svensk ämbetsman.
Skoglund avlade studentexamen i Örebro 1929, reservofficersexamen 1931 och juris kandidatexamen vid Uppsala universitet 1935. Efter tingstjänstgöring 1935–1938 blev han länsbokhållare i Jämtlands län 1938, länsassessor i Norrbottens län 1946, biträdande taxeringsintendent där 1955, taxeringsintendent i Södermanlands län 1956 och i Stockholms län 1962. Skoglund var landskamrerare i Älvsborgs län 1964–1970 och länsråd där från 1971 till sin död. Han var kapten i Norrlands artilleriregementes reserv och innehade ett flertal kommunalpolitiska uppdrag. Skoglund publicerade politiska och kulturhistoriska artiklar i fack- och dagspress. Han blev riddare av Nordstjärneorden 1960 och kommendör av samma orden 1970. Skoglund vilar på Strandkyrkogården i Vänersborg.